# Swainsona phacoides
Swainsona phacoides är en ärtväxtart som beskrevs av George Bentham. Swainsona phacoides ingår i släktet Swainsona och familjen ärtväxter. Inga underarter finns listade i Catalogue of Life.

## Bildgalleri

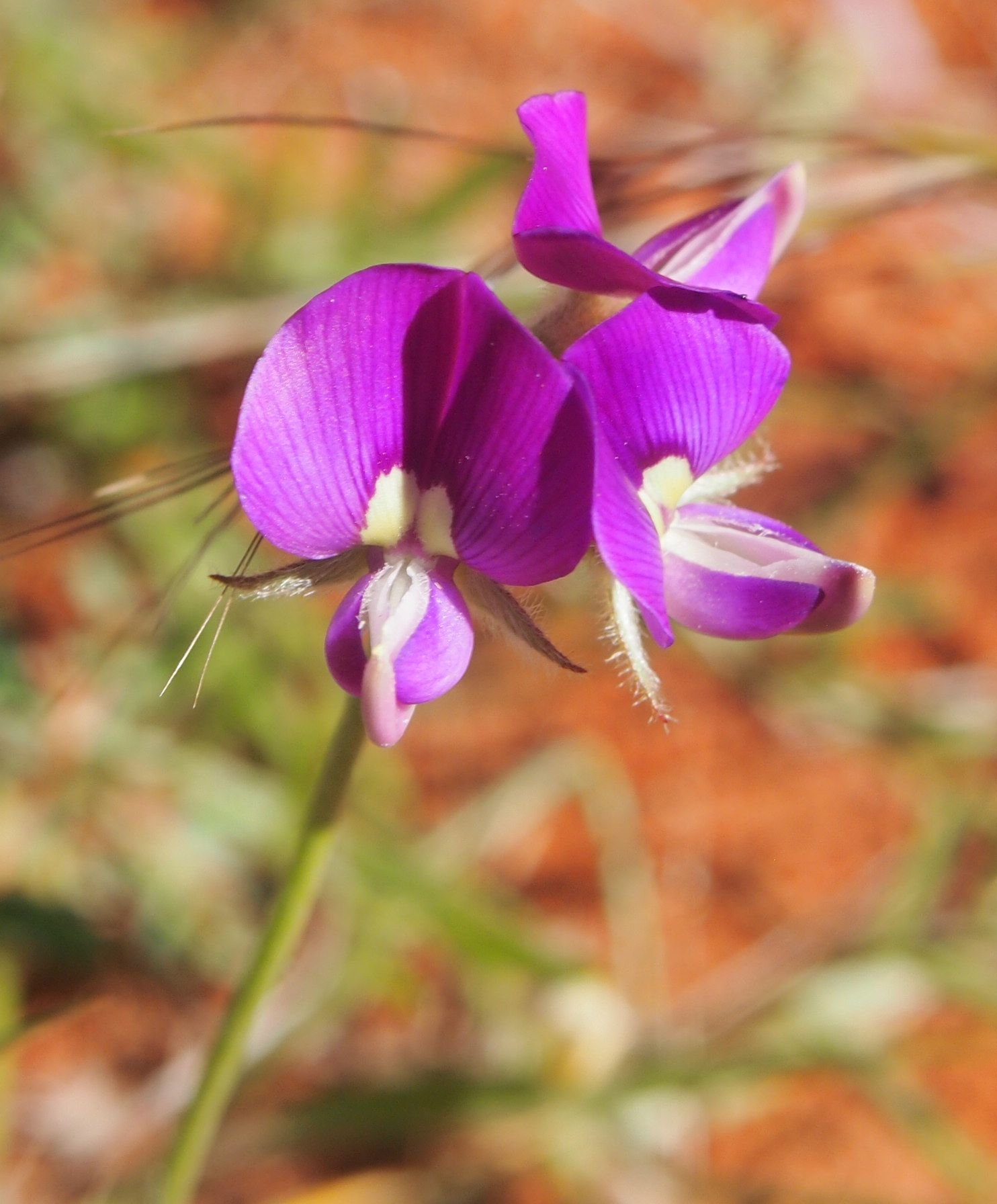
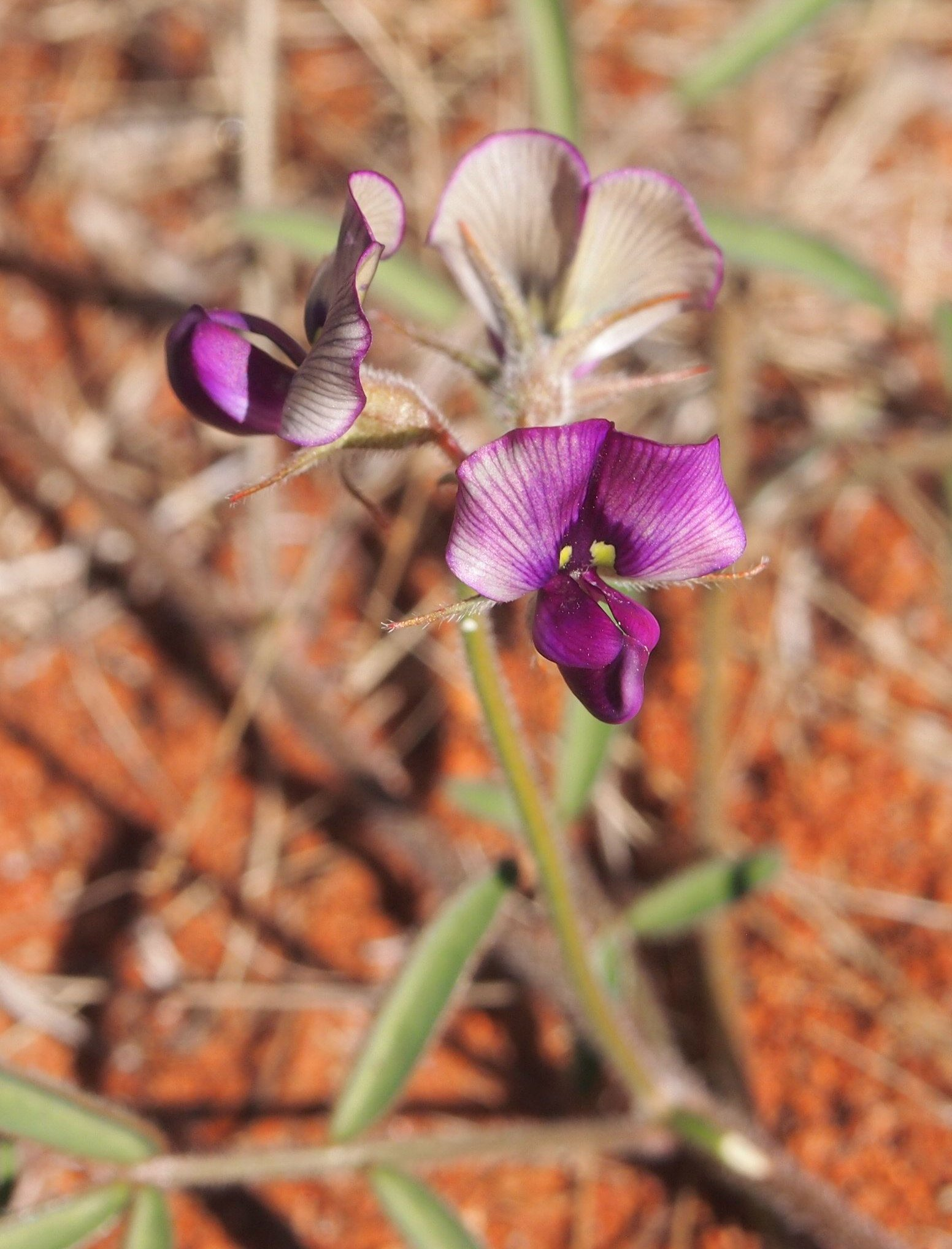
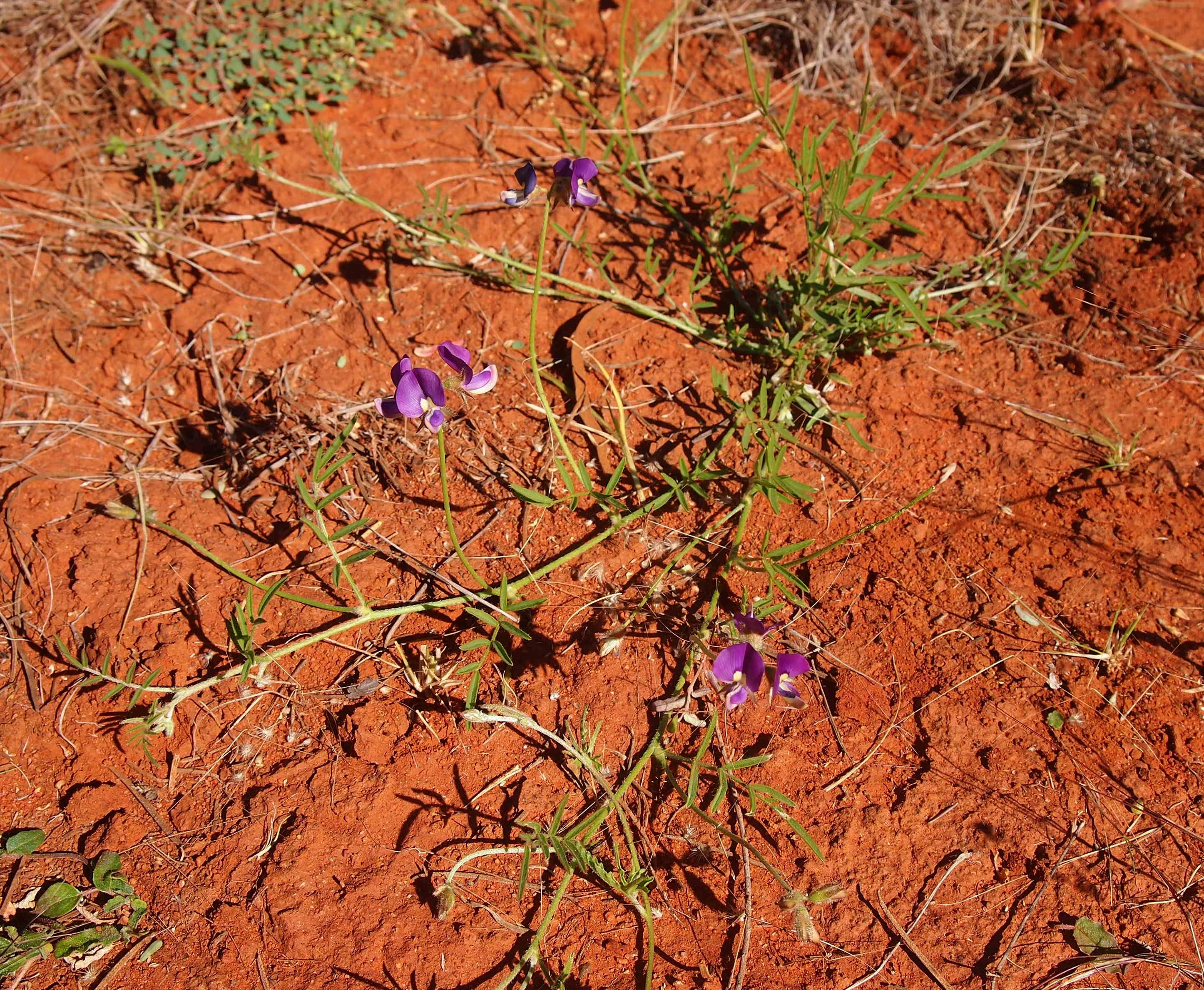
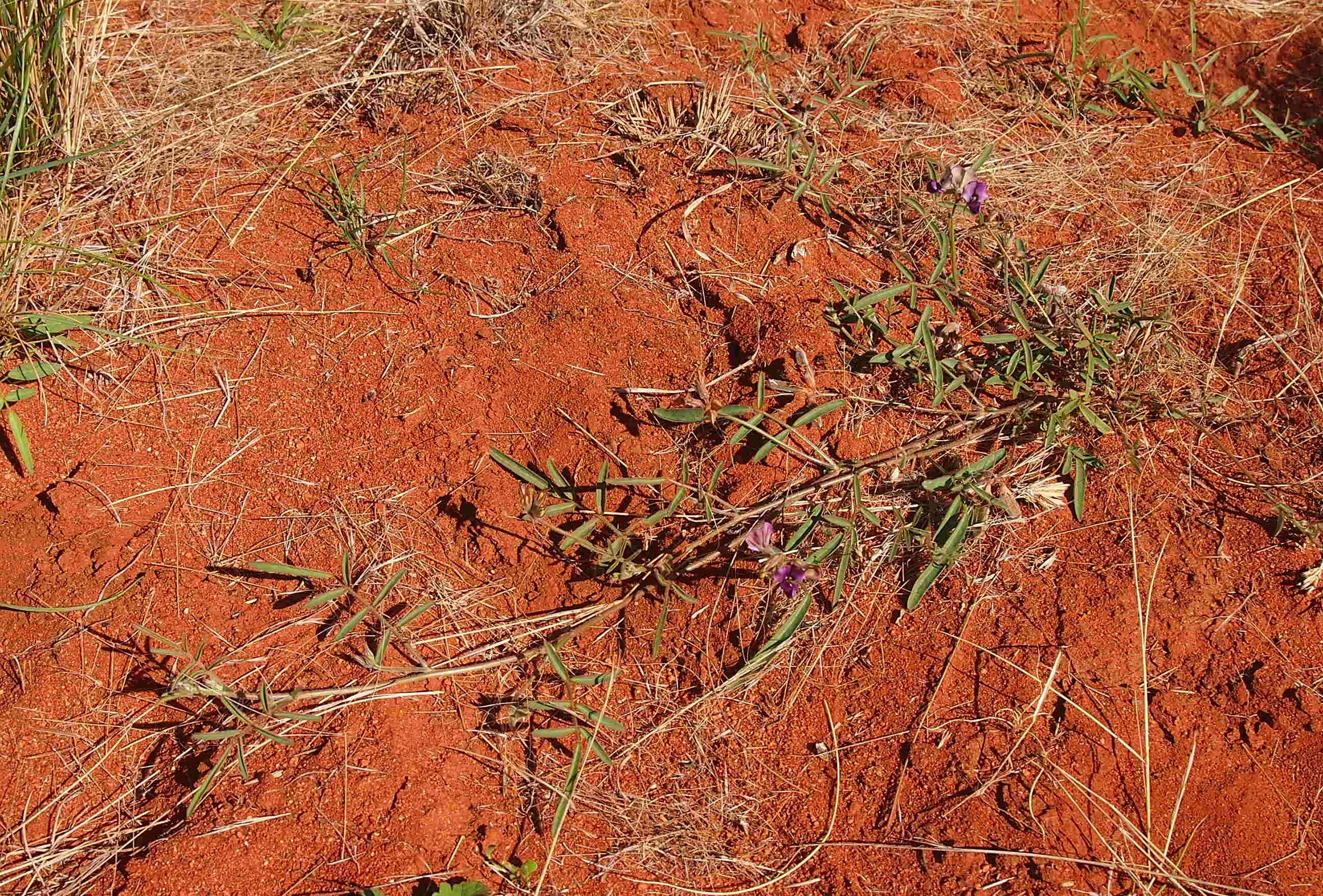